# Condannata senza colpa
Condannata senza colpa è un film italiano del 1953 diretto da Luigi Latini De Marchi.
Il film è la trasposizione del romanzo Maria Zef di Paola Drigo, pubblicato nel 1936. Nel 1981 il regista Vittorio Cottafavi ne curò un adattamento televisivo in due puntate intitolato, come il romanzo, Maria Zef.

## Trama
Maria e Caterina sono due ragazze che aiutano la madre, commerciante ambulante nelle campagne friulane. Rimaste orfane, le due sorelle vengono inizialmente ospitate in un convento di suore, poi Caterina si ammala e deve essere ricoverata in ospedale. Maria è innamorata di Piero, però è costretta a rinunciare all'amore quando lui si trasferisce in città per cercare lavoro; del resto, la famiglia del giovane non vedeva di buon occhio il suo progetto di sposare una ragazza senza famiglia.
Così Maria deve accettare l'ospitalità di un vecchio zio in una baita tra le Alpi. Lo zio lavora nei boschi e si scalda con l'alcool, mentre la ragazza si dedica alle faccende domestiche. Tornato dal lavoro, ubriaco come al solito, una sera dà sfogo ai suoi istinti e approfitta di lei. Dopo qualche giorno, Maria si accorge di aver contratto una malattia e scopre che anche sua madre, divenuta vedova, aveva dovuto sottostare alle voglie del cognato.
La vita in montagna diventa per Maria sempre più insopportabile; una volta lo zio, di nuovo ubriaco, cerca di convincerla ad andare in città ma lei, per difendersi, lo uccide a colpi di accetta e fugge disperata trovando la morte in un precipizio. Caterina, rimasta sola, verrà accolta dalla famiglia di Piero.